# Aline Borges
Aline Borges (Rio de Janeiro, 25 de março de 1975) é uma atriz brasileira.

## Carreira

### Televisão
| Ano  | Título                      | Papel                | Nota                                 |
| ---- | --------------------------- | -------------------- | ------------------------------------ |
| 2002 | Coração de Estudante        | Dolores              |                                      |
| 2003 | Carga Pesada                | Iracema              | Episódio: "O Passado Me Condena"     |
| 2004 | Celebridade                 | Regina               |                                      |
| 2004 | Malhação                    | Giovana Lima         | Episódios: "5-22 de outubro"         |
| 2005 | Carga Pesada                | Samara/Íris          |                                      |
| 2006 | Sob Nova Direção            | Shirley              | Episódio: "A Noite das Desesperadas" |
| 2007 | Por Toda Minha Vida         | Janete               | Episódio: "Tim Maia"                 |
| 2007 | Caminhos do Coração         | Aeromoça             | 1 episódio                           |
| 2008 | Beleza Pura                 | Tereza               |                                      |
| 2009 | A Lei e o Crime             | Lacraia (Gislaine)   |                                      |
| 2010 | Ribeirão do Tempo           | Ellen Braga          |                                      |
| 2012 | Rebelde                     | Otília               | Episódios: "4-11 de outubro"         |
| 2013 | Pecado Mortal               | Joana da Costa       |                                      |
| 2014 | Vitória                     | Laíza Pinto dos Reis |                                      |
| 2015 | Totalmente Demais           | Kátia                |                                      |
| 2016 | Totalmente Sem Noção Demais | Kátia                |                                      |
| 2017 | Apocalipse                  | Bárbara Queiroz      |                                      |
| 2020 | Éramos Seis                 | Drª Selma Telles     | Episódio: "27 de janeiro"            |
| 2020 | Bom Dia, Verônica           | Tânia Menezes        |                                      |
| 2021 | Verdades Secretas           | Thaís                | Temporada 2                          |
| 2022 | Pantanal                    | Zuleica Gonçalves    |                                      |
| 2023 | B.O                         | Ivone Cruz           | Original Netflix                     |
| 2024 | Dom                         | Lia                  | Temporada 3                          |
| 2025 | Dona de Mim                 | Tânia                |                                      |
| 2025 | Juntas e Separadas          | [ 9 ]                |                                      |

### Cinema
| Ano  | Título                         | Papel   | Notas |
| ---- | ------------------------------ | ------- | ----- |
| 2009 | Verônica                       | Janete  |       |
| 2021 | Intervenção: É Proibido Morrer | Marlene |       |
| 2022 | Alemão 2                       | Amanda  |       |

## Prêmios e indicações
| Ano  | Prêmio                     | Categoria              | Indicação       | Resultado |
| ---- | -------------------------- | ---------------------- | --------------- | --------- |
| 2009 | Melhores do UOL e PopTevê  | Melhor Atriz Revelação | A Lei e o Crime | Indicada  |
| 2010 | Prêmio Tudo de Bom - O Dia | Melhor Atriz           | A Lei e o Crime | Indicada  |
| 2022 | Prêmio Potências           | Atriz do Ano           | Pantanal        | Venceu    |
| 2022 | Prêmio Mundo Negro         | Atuação do Ano         | Pantanal        | Venceu    |
| 2022 | Troféu Raça Negra          | Atriz Revelação        | Pantanal        | Venceu    |